# Alex Jordan (actriz porno)
Alex Jordan (Los Ángeles, California; 20 de septiembre de 1963-Marina del Rey, California; 2 de julio de 1995) fue una actriz pornográfica y modelo fetichista estadounidense.

## Biografía
Alex Jordan, nombre artístico de Karen Elizabeth Hughes, nació en Los Ángeles en septiembre de 1963. Debutó como actriz pornográfica en 1991, cuando tenía 28 años, siendo desconocidos muchos datos de su vida anterior de su entrada en la industria del cine X. Hizo su debut, con su nombre artístico, en la película Box of Slavegirls.
Como actriz, trabajó para estudios como VCA Pictures, Hustler Video, Vivid, Exquisite, Evil Angel, Anabolic Video, Pleasure, Sin City, Wicked Pictures, Legend Video, Metro u Odyssey, entre otros.
En 1993, su actuación en la industria tuvo su repercusión en los Premios AVN, donde se llevó los galardones a la Mejor actriz revelación y a la Mejor escena de sexo chico/chica, en la categoría de vídeo, junto a Joey Silvera, por Chameleons.
En 1994 grabó su primera escena de sexo anal en la película Interview with a Vamp, que salió al mercado poco tiempo después del éxito en taquilla de la película Entrevista con el vampiro, con Brad Pitt y Tom Cruise.
Ese mismo año siguió estando presente en los Premios AVN, donde consiguió cuatro nominaciones, tres de las cuales a Mejor actriz de reparto por la dupla de películas Blonde Justice 1 & 2 y por los vídeos Bare Market y Mindshadows 2; así como una a la Mejor escena de sexo lésbico en grupo por Cheerleader Nurses, junto a Crystal Wilder.
En 1995 regresaría a los AVN gracias a la película Body and Soul, por la que fue nominada, nuevamente, a Mejor actriz de reparto y a la Mejor escena de sexo chico/chica.
El 2 de julio, el cuerpo de Alex Jordan fue encontrado en su casa de Marina del Rey, en California. Días antes, un amigo había presentado ante la policía una denuncia por su desaparición, ya que llevaba varios días sin poder contactar con ella. Su cuerpo fue encontrado ahorcado de un armario en su habitación. Diversas fuentes, entre ellas su marido, acusaron que Alex Jordan venía padeciendo de ansiedad y depresión en los últimos años y llevaba meses sin tomar su medicación.
Apareció en un total de 258 películas durante su etapa como actriz, destacando trabajos como Affairs of the Heart, Bonnie and Clyde, Club Anal, Deep Inside Nina Hartley, Felicia's Fantasies, Good Vibrations, Knight Shadows, Nasty Girls, Party, Pure Filth, Roto-Rammer, Silent Strangers, Vampire's Kiss o Wilder at Heart.

## Premios y nominaciones
| Año  | Ceremonia   | Resultado | Premio                                      | Trabajo                            |
| ---- | ----------- | --------- | ------------------------------------------- | ---------------------------------- |
| 1993 | Premios AVN | Ganadora  | Mejor actriz revelación                     | —                                  |
| 1993 | Premios AVN | Ganadora  | Mejor escena de sexo chico/chica (en vídeo) | Chameleons                         |
| 1994 | Premios AVN | Nominada  | Mejor actriz de reparto                     | Blonde Justice 1 & 2 (en película) |
| 1994 | Premios AVN | Nominada  | Mejor actriz de reparto                     | Bare Market (en vídeo)             |
| 1994 | Premios AVN | Nominada  | Mejor actriz de reparto                     | Mindshadows 2 (en vídeo)           |
| 1994 | Premios AVN | Nominada  | Mejor escena de sexo en grupo               | Mindshadows 2 (en vídeo)           |
| 1994 | Premios AVN | Nominada  | Mejor escena de sexo lésbico en grupo       | Cheerleader Nurses                 |
| 1995 | Premios AVN | Nominada  | Mejor actriz de reparto                     | Body and Soul                      |
| 1995 | Premios AVN | Nominada  | Mejor escena de sexo chico/chica            | Body and Soul                      |